# ソフトバンクプリペイドサービス
ソフトバンクプリペイドサービス（英文表記：SoftBank Prepaid Service）は、ソフトバンクモバイルが提供していた第2世代携帯電話（PDC）のV4・V3・V2・V1およびJ-0Xシリーズによるプリペイド式携帯電話サービスである。

## 概要
基本使用料が無料なのが売りだった。ここでは、東海地域以外でサービス提供されていたソフトバンクプリペイドサービス（SPS）と東海地域で提供されていたPjについて記述する。いずれも2008年3月31日をもって新規受付を終了しており、2010年3月31日午前2時をもってサービス廃止した。併せて、同日のショップ営業時間終了までにプリモバイルないしは一般のSoftBank 3G契約、あるいはMNP他社転出で他のサービスに移行しない場合は、この時点で強制解約となり、残額は無効となった。サービス終了時点での残存契約は約28万契約で、2G契約全体（約38万契約）の約73%だった。
プリモバイルについても同様だが、リチャージカードは他社と異なり、プリペイド契約以外の契約では充当不可となっている。金種は3000円券と5000円券があり、いずれも有効期間はチャージ日から60日間。また、カード・シート自体に有効期限が設定されており、それが切れた場合は、チャージが一切出来ない。かつては、SPSとPjのリチャージカードは別物であり、それぞれに違いについては、後述を参照されたい。
3Gプリペイドサービス「プリモバイル」については同項目を参照のこと。本サービス利用者がMNPを利用する場合についても、同項目に詳述されているため、併せて参照されたい。

### Pj（東海地域）
J-PHONE東海（当時）が1999年10月に始めたシステム。文字メールが利用できることやコンビニで販売したことから、人気は高まった。
利用方法はPjカードと呼ばれるプリペイドカード（3000円、5000円）を購入し、1400にダイヤルしてカード番号を登録するとカードの金額分の通話・通信が利用できるようになる。2008年3月1日より、SPS用・プリモバイル用のものとカード自体は統一され、先だって、同年2月17日で、Pjカードの発売は中止された。なお、3000円チャージ時のプレミアムはPjであれば付加される。
Pjカードにはサービス金額がついており、たとえば3000円でカードを買った場合3200円分使用可能になる。なお、チャージ時にユニバーサルサービス料として19円が課金される。2008年1月31日以降のチャージに適用。ユニバーサルサービス料適用が開始された2007年1月9日から2008年1月30日の間は1チャージ20円の課金が適用されていた。なお、2009年3月3日以降は、1チャージ29円が課金される。
Pjには2つのプランがあり、定額料無料でロングEメールサービスも利用可能で期限が60日の「Pjゴールド」とEメール（ロングメール）サービスは定額料が必要だが期限は90日の「Pjスタンダード」がある。
期限を過ぎると「リチャージ有効期間」となり、360日間電話番号は継続し通話の着信・メール受信は可能だが、発信・メール送信は利用不可能（緊急番号への発信は可）である。「リチャージ有効期間」経過後は電話番号は廃止となり使用できなくなる。再利用時は電話番号が変更になる。
現在は「プリモバイル」が開始され、2008年4月からは新規申込が出来なくなったが、それまでの間は、白ロムの電話機を持ち込んで機種変更やPj化できる。対象機種はソフトバンクモバイルが指定したV4・V3・V2・V1およびJ-0Xシリーズ。パケット通信規格のV5・V6およびJ-5Xシリーズで、指定外機種の持ち込み機種変更および東海契約以外の機種は不可。また、スカイメールをファックス送信できるスカイファックスというPj独自のサービスがあったため、SPSではなくあえてPjを求める人がいたほど、人気は衰えていなかった。なお、スカイファックスは2007年6月30日をもって終了した。

### SPS（東海地域以外）SoftBank Prepaid Service
東海地域以外でPjに続き相次いで開始したサービス。旧名はPreca(プリカ)。
利用方法は基本的にPjと同じである。しかし、Pjでの「リチャージ有効期間」はSPSでは「電話番号有効期間」と呼ばれる。「電話番号有効期間」はPjと同じ360日間。なお、チャージ時にユニバーサルサービス料として29円が課金される。2008年1月31日～2009年3月2日の間は1チャージ19円の課金が適用された。2007年1月9日～2008年1月30日の間は1チャージ20円の課金が適用されていた。
Pjカードと違い、ソフトバンク（ボーダフォン）プリペイドカードにはプレミアはつかない。なお、SPSはPjカードの登録はできない。また、プランの選択がなく期限は60日・申し込み不要でスカイメール・Eメール、国際電話サービスも利用可能。なお、申し込みをすれば、ロングメール・ロングEメールの送受信が可能になる。定額料無料・送受信は有料。
サービス開始当初関東甲信地域ではプリカの販売に積極的ではなく、J-フォンショップでは東北支社登録の端末を販売していた。したがって、メールアドレスも東北契約を表す○○○@jp-h.ne.jpとなっていた。
なお、2008年3月31日にPDC（2G）サービスの新規受付を停止するのに伴い、2008年2月4日から3Gのプリペイドサービス「プリモバイル」が開始されている。
新規受付終了に伴い、通常契約への移行もできなくなった。
「プリモバイル」の内容、料金などの詳細は、当該項目およびソフトバンク公式ホームページ～プリモバイル～を参照。
公式には公表していないが、ソフトバンクのポストペイド契約で、ホワイトプラン・ゴールドプランなどの通話定額サービスの加入の方から掛かってきて、通話した場合は、通話定額の対象先として話す事ができ、安く通話する事が出来る。Pjもプリペイド有効期限内の着信に限り同様に使用できる。
また、掛ける場合は、自ら相手先にワン切りし、再度相手から掛け直す事で通話定額対象となる。

## 機種
プリモバイルとは異なり、あらかじめACアダプタや卓上ホルダを同梱、通話料がチャージされた状態で発売されていた。
- J-SA02
- J-SA06
- J-D03
- J-D06
- J-D07（リモデル後は、V101D）
- J-T01
- V102D
- V401D...コンビニ限定モデル。ただし不正使用が問題になったため短命に終わった。
- V201SH(リモデル後は、SoftBank 201SH)

## 通話料
9円/6秒　（全プラン共通）
- 2007年6月1日以前
  - 2円/1秒　（全プラン共通）
- 2006年9月1日以前
  - Pjスタンダード　80円/1分
  - Pjゴールド　60円/1分
  - SPS　60円/1分

## メール送受信料

### スカイメール・Eメール
送信料
- Pjスタンダード
  - 6円/1メッセージ
- SPS、Pjゴールド
  - 5円/1メッセージ

受信料
無料
- ※Pjスタンダードの場合、Eメールの受信には30日ごとに450円の定額料が必要。

### ロングメール・ロングEメール
送信料
- 15円/1メッセージ

受信料
- 15円/1メッセージ（全角192文字相当までは無料）
- ※Pjスタンダードの場合、ロングメール・ロングEメールの受信には30日ごとに500円の定額料が必要。

## データ通信・インターネット接続
- アクセスインターネット - プロバイダ契約をせずにインターネットに接続できるサービス